# قائمة الأفلام الكوبية في الترشيحات الأولية لجائزة الأوسكار لأفضل فلم دولي طويل
ترشحت عدة أفلام كوبية ضمن قائمة الترشيحات الأولية الخاصة بجائزة الأوسكار لأفضل فيلم بلغة أجنبية مُنذ سنة 1978. تمنح أكاديمية فنون وعلوم الصور المتحركة الأمريكية هذه الجائزة بشكل سنوي لأفضل فيلم طويل أُنتج خارج الولايات المتحدة ولغة الحوار الرئيسية فيه ليست الإنجليزية.
يتولى المعهد الكوبي للفن والصناعة السينماتوغرافية (بالإسبانية: Instituto Cubano del Arte y la Industria Cinematográficos) بشكل سنوي مُهمة اختيار الفيلم المُرشح للتنافس على هذه الجائزة.

## الترشيحات
كُل سنة ومُنذ سنة 1956، تدعو أكاديمية فنون وعلوم الصور المتحركة الأمريكية جميع بلدان العالم لتقديم ترشيح رسمي للتنافس على جائزة أفضل فيلم دولي طويل. تُشرف لجنة جائزة الأوسكار لأفضل فيلم بلغة أجنبية على العملية وتستعرض جميع الأفلام المقدمة. بعد إتمام هذه العملية، يُجرى اقتراع سري لاختيار الأفلام الخمسة الذين سيُشكلون القائمة النهائية المُتنافسة على الجائزة.
فيما يلي قائمة بالأفلام الكوبية التي رُشحت للتنافس على هذه الجائزة، وجميعها باللغة الإسبانية.
| السنة (الحفل) | عُنوان الفيلم باللغة الإنجليزية | العُنوان الأصلي للفيلم باللغة الإسبانية | مُخرج الفيلم                             | النتيجة                      |
| ------------- | ------------------------------ | -------------------------------------- | --------------------------------------- | ---------------------------- |
| 1978 (51)     | اللجوء إلى الطريقة             | El Recurso del método                  | Miguel Littín                           | لم يدخل ضمن القائمة النهائية |
| 1987 (60)     | رجل ناجح                       | Un hombre de éxito                     | Humberto Solás                          | لم يدخل ضمن القائمة النهائية |
| 1988 (61)     | Letters from the Park          | Cartas del parque                      | Tomás Gutiérrez Alea                    | لم يدخل ضمن القائمة النهائية |
| 1989 (62)     | Supporting Roles               | Papeles secundarios                    | Orlando Rojas                           | لم يدخل ضمن القائمة النهائية |
| 1990 (63)     | The Beauty of the Alhambra     | La bella del Alhambra                  | Enrique Pineda Barnet                   | لم يدخل ضمن القائمة النهائية |
| 1991 (64)     | Hello Hemingway                | Hello Hemingway                        | فرناندو بيريز                           | لم يدخل ضمن القائمة النهائية |
| 1992 (65)     | Adorable Lies                  | Adorables mentiras                     | Gerardo Chijona                         | لم يدخل ضمن القائمة النهائية |
| 1994 (67)     | Strawberry and Chocolate       | Fresa y chocolate                      | توماس غوتييريس علياء، خوان كارلوس تابيو | رُشح للقائمة النهائية         |
| 1996 (69)     | Think of Me                    | Pon tu pensamiento en mí               | Arturo Sotto Díaz                       | لم يدخل ضمن القائمة النهائية |
| 1997 (70)     | Vertical Love                  | Amor vertical                          | Arturo Sotto Díaz                       | لم يدخل ضمن القائمة النهائية |
| 2002 (75)     | Nothing More                   | Nada                                   | Juan Carlos Cremata                     | لم يدخل ضمن القائمة النهائية |
| 2003 (76)     | Suite Habana                   | Suite Habana                           | فرناندو بيريز                           | لم يدخل ضمن القائمة النهائية |
| 2005: (78)    | Viva Cuba                      | Viva Cuba                              | Juan Carlos Cremata                     | لم يدخل ضمن القائمة النهائية |
| 2006 (79)     | El Benny                       | El Benny                               | خورخي لويس سانشيز                       | لم يدخل ضمن القائمة النهائية |
| 2007 (80)     | The Silly Age                  | La edad de la peseta                   | Pavel Giroud                            | لم يدخل ضمن القائمة النهائية |
| 2009 (82nd)   | Fallen Gods                    | Los dioses Rotos                       | Ernesto Daranas                         | لم يدخل ضمن القائمة النهائية |
| 2011 (84)     | Habanastation                  | Habanastation                          | Ian Padrón                              | لم يدخل ضمن القائمة النهائية |
| 2014 (87)     | Behavior                       | Conducta                               | Ernesto Daranas                         | لم يدخل ضمن القائمة النهائية |
| 2016 (89)     | The Companion                  | El acompañante                         | Pavel Giroud                            | لم يدخل ضمن القائمة النهائية |
| 2018 (91st)   | سيرخيو وسيرغي                  | Sergio & Sergei                        | Ernesto Daranas                         | لم يدخل ضمن القائمة النهائية |
| 2019 (92nd)   | مترجم                          | Un Traductor                           | Rodrigo Barriuso، Sebastián Barriuso    | لم يدخل ضمن القائمة النهائية |
| 2020 (93rd)   | بوسكاندو أ كاسال               | Buscando a Casal                       | خورخي لويس سانشيز                       | لم يدخل ضمن القائمة النهائية |

أنتج Miguel Littin أول فيلم تُرشحه كوبا للتنافس على هذه الجائزة، وهُو مُخرج يساري تشيلي رُشح له عملان سابقا ضمن هذه الفئة. العمل الأول رُشح باسم المكسيك في 1975/76 (هُو Letters from Marusia)، والثاني باسم نيكاراغوا في 1982/83 (هُو السينو والكندور). كما أخرج أيضا فيلما آخر ترشح باسم بلده تشيلي سنة 2009.
إلى جانب الأفلام أعلاه، رُشح فيلم غواغواسي باسم جمهورية الدومينيكان، وهُو فيلم دراما كوبي دومينيكاني أُنتج إبان الثورة الكوبية وصُورت مشاهد الفيلم في جمهورية الدومينيكان,